# Polyommatus rosina
Polyommatus rosina är en fjärilsart som beskrevs av Holl 1913. Polyommatus rosina ingår i släktet Polyommatus och familjen juvelvingar. Inga underarter finns listade i Catalogue of Life.